# Alfarela de Jales
Alfarela de Jales es una freguesia portuguesa del concelho de Vila Pouca de Aguiar, con 13,57 km² de superficie y 447 habitantes (2001). Su densidad de población es de 32,9 hab/km².